# Howe Sound
Howe Sound (franska: Baie Howe) är en vik i Kanada.   Den ligger i provinsen British Columbia, i den sydvästra delen av landet, 3 600 km väster om huvudstaden Ottawa.
I omgivningarna runt Howe Sound växer i huvudsak blandskog. Runt Howe Sound är det mycket glesbefolkat, med 3 invånare per kvadratkilometer.